# عزية علي طه
عزِّية علي طه (تُوفيت في 25 يناير 2012) هي أستاذٌ مُشارك في الحديث النبوي وعلومه، سودانيَّة الجنسيَّة. حاصلةٌ على درجة الماجستير والدكتوراه في الحديث النبوي من جامعة الأزهر، وماجستير في مقارنة الأديان من كاليفورنيا. عملت أستاذًا مشاركًا في جامعة الملك خالد وجامعة الكويت. سميت نسبةً إلى كتاب «متن العِزيّة في الفقه المالكي».

## مؤلفاتها
نشرت الدكتورة عزِّية العديد من الأبحاث والمؤلفات. ومن مؤلفاتها:
- «المسلم الكامل في ضوء القرآن والسنة» [رسالة ماجستير]، كلية الدراسات الإنسانية جامعة الأزهر بالقاهرة (بنات)، 10 أكتوبر 1979 ميلاديًا.
- «منهجية جمع السنة وجمع الأناجيل: دراسة مقارنة» [رسالة دكتوراه]، دار البحوث الإسلامية، الكويت، 1987 ميلاديًا.[4]
- «تأملات حول مكانة المرأة في اليهودية والمسيحية والإسلام»، دار القلم للنشر والتوزيع، الكويت، 1990 ميلاديًا.[5]
- «دفاع عن السنة النبوية الشريفة»، دار القلم للنشر والتوزيع، الكويت، 1990 ميلاديًا.
- «الخطيئة والغفران في النصرانية والإسلام»، وكان قد نُشر باللغة الإنجليزية عام 1996 تحت عنوان «Sin and Forgiveness in Christianity and Islam». (ردمك 9786145373742)[2]

## وفاتها
تُوفيت عزِّية علي طه في مدينة الرياض يوم 25 يناير 2012 ميلاديًا الموافق 2 ربيع الأول 1433 هجريًا، وذلك بعد صراعٍ مع المرض، وصليَّ عليها في جامع الملك خالد.

## وصلات خارجية
- عبد الواحد، فراس علي (19 يناير 2019). "السيرة الذاتية للدكتورة عزِّية علي طه". بساط أحمدي. مؤرشف من الأصل في 2023-10-20. اطلع عليه بتاريخ 2023-10-20.